# 1.º Grupo de Artilharia Antiaérea
O 1º Grupo de Artilharia Antiaérea OMA é a mais antiga unidade militar de Artilharia Antiaérea do Exército Brasileiro, situado na guarnição militar do Rio de Janeiro e subordinado ao Comando de Defesa Antiaérea do Exército e ao Comando Militar do Leste. Criado em 4 de outubro de 1940, sua origem se confunde com a evolução da defesa antiaérea no Brasil. Além da missão de realizar a defesa antiaérea no âmbito da defesa aeroespacial brasileira, o Grupo é uma das Organizações Militares de Corpo de Tropa da Escola de Sargentos das Armas, realizando, também, a formação básica de sargentos de carreira. O 1º GAAAe atende, ainda, a diversos pedidos de Cooperação de Instrução com os estabelecimentos de ensino do Exército e atua, também, em Operações de Garantia da Lei e da Ordem. Sua denominação histórica é Grupo General Alves Maia, em homenagem ao seu primeiro e mais notável comandante.

## Condecorações
Ordem do Mérito Aeronáutico.